# Франц Инерхофер
Франц Инерхофер (на немски: Franz Innerhofer) е австрийски белетрист и драматург.

## Биография
Инерхофер е роден в Кримл край Залцбург като извънбрачно дете на селскостопански работници.
Следва няколко семестъра германистика и англицистика в Залцбургския университет.
Още първият му роман, „Хубави дни“ (1974), в който той описва трудното си детство, му донася литературна слава. Това му позволява да заживее като писател на свободна практика в Залцбург, в Орвието (Италия) и в Швейцария, край Цюрих. Тогава публикува романите „Сенчеста страна“ (1975) и „Големите думи“ (1977), с който завършва автобиографичната си трилогия за бруталността на селския живот. През 1980 г. писателят се завръща в Австрия и работи като книжар в Грац. Там създава романите „Парвенюто“ (1982) и „Да живееш заради облог“ (1992).

## Поетика
В творбите си Франц Инерхофер рисува най-вече живота на село или в малкия провинциален град, застрашен от настъплението на цивилизацията. Завладян от дълбока депресия и разочарование от обкръжаващия го свят, писателят се самоубива в Грац.

## Награди и отличия
- 1973: Österreichisches Staatsstipendium für Literatur
- 1974: Sandoz-Preis für Literatur
- 1975: „Рауризка литературна награда“
- 1975: „Бременска литературна награда“
- 1993: „Литературна награда на провинция Щирия“
- 1993: Literaturpreis der Salzburger Wirtschaft 1993